# Goodenia lancifolia
Goodenia lancifolia är en tvåhjärtbladig växtart som beskrevs av L.W. Sage och R. Cranfield. Goodenia lancifolia ingår i släktet Goodenia och familjen Goodeniaceae. Inga underarter finns listade i Catalogue of Life.